# مقیاس رتبه‌بندی ADHD
مقیاس رتبه‌بندی ADHD یا (ADHD-RS) یک یک معیار بر اساس گزارش والدین یا گزارش معلم است که توسط جورج جی دوپاول، توماس جی پاور، آرتور دی آناستوپولوس و رابرت رید consisting of 18–90 questions regarding a child's behavior over the past 6 months. شامل ۱۸ تا ۹۰ سؤال در مورد رفتار کودک در ۶ ماه گذشته‌است. مقیاس رتبه‌بندی ADHD برای کمک به تشخیص اختلال کم توجهی - بیش‌فعالی (ADHD) در کودکان ۵ تا ۱۷ ساله استفاده می‌شود.
اکنون، ADHD-RS در ویراست پنجم خود در رابطه با DSM-5 قرار دارد.

## بررسی اجمالی
ADHD-RS یک ارزیابی خوداظهاری ۱۸ سؤالی است که برای پاسخ به آن حدود پنج دقیقه زمان نیاز است. هر سؤال بسامد رفتار را اندازه‌گیری می‌کند، و در آن از پاسخ دهنده خواسته می‌شود که مشخص کند که آیا رفتار «همیشه یا خیلی زیاد»، «اغلب»، «تا حدودی» یا «به ندرت یا هرگز» رخ می‌دهد. این پرسشنامه توسط والدین و معلمان کودک یا نوجوان پر می‌شود. نُه مورد اول سؤال‌هایی دربارهٔ رفتارهای مربوط به بی‌توجهی است (مثلاً "در سازماندهی کار و فعالیت‌ها مشکل دارد"). مجموعه دوم ۹ موردی سؤال‌هایی دربارهٔ رفتارهای مرتبط با علائم بیش فعالی و تکانشگری (مثلاً "حرف زدن بیش از حد") است. آخرین سؤال این است که آیا این رفتارها قبل از هفت سالگی وجود داشته‌است یا خیر. چند نمونه از رفتارهای ADHD که با این مقیاس اندازه‌گیری می‌شوند عبارتند از: مشکل در تمرکز روی کارها، سازماندهی، یا عدم توانایی در توجه، تکان دادن بدن، بی‌قراری، بی حوصلگی دائم، عدم توانایی در انتظار کشیدن و قطع کردن مداوم حرف دیگران. مقیاس رتبه‌بندی ADHD با ارائه معیاری دقیق و معتبر که قادر به شناسایی وجود ADHD در کودکان است، بر دنیای روان‌شناسی بالینی تأثیر گذاشته‌است. همچنین در شناسایی زیرشاخه‌های (عمدتاً بی‌توجه، عمدتاً بیش فعال- تکانشی و ترکیبی) این اختلال مفید است.

## تاریخچه و توسعه
اختلال کم توجهی - بیش‌فعالی (ADHD) یکی از شایع‌ترین اختلالات عصبی است که در کودکان دیده می‌شود.
ADHD-RS توسط جورج جی دوپاول، توماس جی پاور، آرتور دی آناستوپولوس و رابرت رید برای ارزیابی مؤثر کودکان و نوجوانان مشکوک به ADHD ایجاد شد. معیارهای تشخیصی از طریق انتخاب آیتم‌هایی از مقیاس‌های درجه‌بندی عمومی مانند فهرست بررسی رفتار کودک ایجاد شدند. این فهرست در ابتدا شامل ۱۴ مورد بود و بعداً به ۱۸ سؤال رسید.
ارزیابی تا حد زیادی با هدف تطبیق مشاهدات والدین و معلم از علائم ADHD با معیارهای DSM-IV برای این بیماری صورت می‌گیرد. این مقیاس همراه با مقیاس رتبه‌بندی عملکرد تحصیلی (APRS) توسعه داده شد، تا بتواند به عنوان یک سیستم تکمیلی برای شناسایی اختلالات رفتاری بالقوه در کلاس درس استفاده شود. عملکرد در کلاس هنوز یک عامل تشخیصی است، اگرچه از طریق معیارهای جامع تر DSM-5 ارزیابی می‌شود؛ زیرا کودکان مبتلا به ADHD احتمالاً در عملکرد تحصیلی، رفتار شخصی و حفظ روابط اجتماعی مشکل پیدا می‌کنند.
DSM-IV سه زیرگروه ADHD را شرح می‌دهد: نوع ترکیبی ADHD، نوع عمدتاً بی‌توجه و نوع عمدتاً بیش فعال- تکانشی. ADHD-RS نمرات دامنه «بی‌توجه» و «بیش فعال - تکانشگری» را از هم جدا می‌کند که در نهایت منجر به سه نمره برای «بی‌توجهی»، «بیش فعالی- تکانشگری» و «کل» می‌شود. DSM-IV همچنین معیارهای تشخیصی را به دو دسته بی‌توجهی و بیش فعالی- تکانشگری تقسیم‌بندی می‌کند که هر کدام شامل ۹ علامت است. هجده سؤال ADHD-RS برای منعکس کردن هر یک از علائم هر دو دسته نوشته شده‌است.
با انتشار نسخه جدید DSM-V، پرسشنامه نیز مطابق با معیارهای جدید ایجاد شده ویرایش شد.

## نسخه‌های پرسشنامه
چهار نسخه پرسشنامه سؤال‌ها مناسبی را بر اساس سن شخص، در مورد بیش فعالی و بی‌توجهی در موقیعیت‌های خاص می‌پرسند.
خانه
دو نسخه خانگی وجود دارد - کودک (۵ تا ۱۰ سال) و نوجوان (۱۱ تا ۱۷ سال). این‌ها باید در خانه توسط والدین یا قیم تکمیل شوند. سؤال‌ها مربوط به موقعیت‌ها و فعالیت‌ها در محیط خانه است.
مدرسه
دو نسخه مدرسه وجود دارد - کودک (۵ تا ۱۰ سال) و نوجوان (۱۱ تا ۱۷ سال). اینها باید در مدرسه توسط معلم تکمیل شوند. سؤال‌ها مربوط به موقعیت‌ها و فعالیت‌ها در محیط مدرسه است، مانند نشستن بر صندلی یا تکمیل تکالیف مدرسه.

## پایایی و روایی

### قابلیت اطمینان
| معیار                           | رتبه‌بندی (کافی، خوب، عالی، خیلی خوب) | توضیح با منابع                                                          |
| ------------------------------- | ------------------------------------ | ----------------------------------------------------------------------- |
| هنجارها                         | کافی                                 |                                                                         |
| سازگاری درونی                   | عالی                                 | آلفاها برای نسخه مدرسه و خانه > .۹۰ بود.                                |
| پایایی بین ارزیاب               | کمتر از حد کافی                      | پایایی بین والدین و معلمان =.۴۱ بود                                     |
| پایایی تست-آزمون مجدد (پایداری) | کافی                                 | امتیاز کل =.۸۵ در یک دوره ۴ هفته ای                                     |
| تکرارپذیری                      | منتشر نشده                           | هیچ مطالعه منتشر شده‌ای که به‌طور رسمی تکرارپذیری را بررسی کند وجود ندارد |

### روایی
| معیار                                                        | رتبه‌بندی (کافی، خوب، عالی، خیلی خوب) | توضیح با منابع |
| ------------------------------------------------------------ | ------------------------------------ | --- |
| روایی محتوا                                                  | کافی                                 | علائم تشخیصی DSM را برای هر دو زیرگروه بیش فعالی و تکانشگری و نوع ترکیبی پوشش می‌دهد. |
| روایی سازه (مثلا روایی پیش‌بینی کننده، همزمان، همگرا و تمایز) | عالی                                 | در شرایط بالینی، روایی پیش‌بینی برای خرده مقیاس ترکیبی والدین و معلمان به ترتیب ۶۰٪ و ۶۵٪ دقت بود. این نشان می‌دهد که ارزیابی از لحاظ آماری دقت قابل توجهی در شناسایی تشخیص دارد.                                     |
| روایی تبعیض آمیز                                             | کافی                                 | تفاوت معنی دار آماری در میانگین امتیاز بین سه گروه از شرکت کنندگان که به عنوان ADHD ترکیبی، ADHD بی‌توجه و بدون ADHD شناسایی شدند.                                                                                   |
| تعمیم روایی                                                  | خوب                                  | به عنوان گزارش دیگر از معلمان و والدین استفاده می‌شود. در محیط‌های مدرسه و همچنین محیط‌های بالینی استفاده می‌شود. ارزیابی بر روی یک نمونه تصادفی از جامعه که شامل بسیاری از زمینه‌های قومی و جمعیتی مختلف بود، هنجار شد. |
| حساسیت به درمان                                              | کافی                                 | می‌توان از آن برای دسترسی به پیشرفت علائم ADHD در طول درمان استفاده کرد. |
| ابزار بالینی                                                 | خوب                                  | به راحتی از طریق خرید کتابچه راهنمای شامل اطلاعات ارزیابی و امتیازدهی با مجوز فتوکپی، روان سنجی قوی قابل دسترس است. تکمیل و امتیازدهی سریع و آسان است.                                                              |

## تأثیر
مقیاس رتبه‌بندی ADHD ارزیابی سریع و آسانی را برای پزشکان به منظور تشخیص ADHD بر اساس معیارهای DSM ارائه کرده‌است. ایجاد این مقیاس همچنین راهی ثابت برای پزشکان برای تشخیص ADHD در کودکان فراهم کرد. این مقیاس در هر دو محیط بالینی و مدرسه برای اندازه‌گیری وجود ADHD و همچنین نوع فرعی که ممکن است وجود داشته باشد، استفاده می‌شود. این مقیاس همچنین می‌تواند برای اندازه‌گیری وجود و تداوم علائم در طول درمان استفاده شود. این مقیاس همچنین به عنوان پایه ای برای مطالعاتی که طیف گسترده‌ای از موضوعات مرتبط با ADHD را پوشش می‌دهد، استفاده شده‌است.

## استفاده در سایر جوامع

### مقیاس رتبه‌بندی ADHD-IV
ADHD RS-IV به‌طور گسترده در ایالات متحده به زبان انگلیسی استفاده می‌شود. با این حال، به دلیل افزایش جمعیت آمریکایی‌های لاتین تبار در ایالات متحده، مقیاس رتبه‌بندی ADHD به اسپانیایی نیز ترجمه شده‌است تا کسانی را که به عنوان زبان اول اسپانیایی صحبت می‌کنند، پوشش دهد. همچنین، بسیاری از کشورهای دیگر نیز مقیاس ADHD را به زبان گفتاری اصلی خود ترجمه و تأیید کرده‌اند. طبق آرشیو روان‌پزشکی بالینی در سائوپائولو، TDAH (مخفف پرتغالی ADHD) تا پایان سال ۲۰۰۶ به‌طور کامل در برزیل تأیید شد.

## محدودیت‌ها
رتبه‌بندی علائم ADHD در به‌طور کلی درونی و شخصی است. معلمان و والدین ممکن است از معیارهای ذهنی متفاوتی برای تعریف علائم استفاده کنند و ممکن است در هنگام رتبه‌بندی زمینه علائم را در نظر نگیرند. علاوه بر این، روایی ARS قابل قبول است، اما نمونه مورد استفاده برای محاسبه این آمار از کودکان ۵ تا ۱۴ ساله تشکیل شده‌است و بنابراین نمی‌توان آن را فراتر از محدوده سنی تعمیم داد.
بر اساس مطالعه دقتی که انجمن اطفال در سال ۲۰۱۶ انجام داد، از بین تمام مقیاس‌هایی که بررسی کردند، ASQ به دلیل ایجاز و دقت تشخیص بالا، مؤثرترین مقیاسی است که می‌توان برای تشخیص بیماری استفاده کرد. کتابچه راهنمای موسوم به «مقیاس‌های رتبه‌بندی جامع Conners» که در سال ۲۰۱۷ منتشر شد، بیان می‌کند که نتایج حاصل از تجزیه و تحلیل روایی متمایز نشان می‌دهد که دقت نمرات در همه اشکال مورد استفاده برای تشخیص بیماری ۷۸ درصد است.
همچنین سؤال‌هایی در مورد اینکه آیتم‌های ARS چقدر از معیارهای صریح DSM پیروی می‌کنند وجود دارد. به‌طور خاص، یکی از موارد بیش فعالی مشخص نمی‌کند که در نوجوانان، به جای حرکت رفتاری بیش از حد، افکار بی‌قراری کافی است. این فقدان جزئیات مستقیماً بر روی معیارهای DSM ثبت نمی‌شود.
این مقیاس را می‌توان با خرید کتاب راهنمای مقیاس رتبه‌بندی ADHD، که شامل نسخه‌هایی از نسخه‌های معلم و والدین با مجوز فتوکپی برای استفاده بالینی است، در دسترس قرار داد.